# ادلاردو رودریگز
ادلاردو رودریگز (انگلیسی: Adelardo Rodríguez؛ زادهٔ ۲۶ سپتامبر ۱۹۳۹) بازیکن فوتبال اهل اسپانیا است.
از باشگاه‌هایی که در آن بازی کرده‌است می‌توان به باشگاه فوتبال اتلتیکو مادرید اشاره کرد.
وی همچنین در تیم‌های ملی فوتبال زیر ۲۱ سال اسپانیا، Spain B national football team، و اسپانیا بازی کرده‌است.